# 東柳田町
東柳田町（ひがしやなぎだちょう）は、埼玉県越谷市の町名。郵便番号は343-0814。

## 地理
埼玉県越谷市の中央部に位置し、東武伊勢崎線越谷駅西口南側の市街地が町域となっている。全域が宅地化されている。元柳田町と隣接する。

## 歴史
- 1966年（昭和41年）8月1日 - 大字越ヶ谷と大字瓦曽根の各一部から東柳田町が成立[4]。

## 世帯数と人口
2022年（令和4年）1月1日現在の世帯数と人口は以下の通りである。
| 町丁     | 世帯数  | 人口    |
| -------- | ------- | ------- |
| 東柳田町 | 580世帯 | 1,128人 |

## 小・中学校の学区
市立小・中学校に通う場合、学区は以下の通りとなる。
| 番地 | 小学校               | 中学校             |
| ---- | -------------------- | ------------------ |
| 全域 | 越谷市立南越谷小学校 | 越谷市立富士中学校 |

## 交通
- 東武伊勢崎線 - 瓦曽根との境界を走る。

## 施設
- 越谷駅西口公園